# フォッサマグナパーク
座標: 北緯36度58分10秒 東経137度52分19秒 / 北緯36.96944度 東経137.87194度

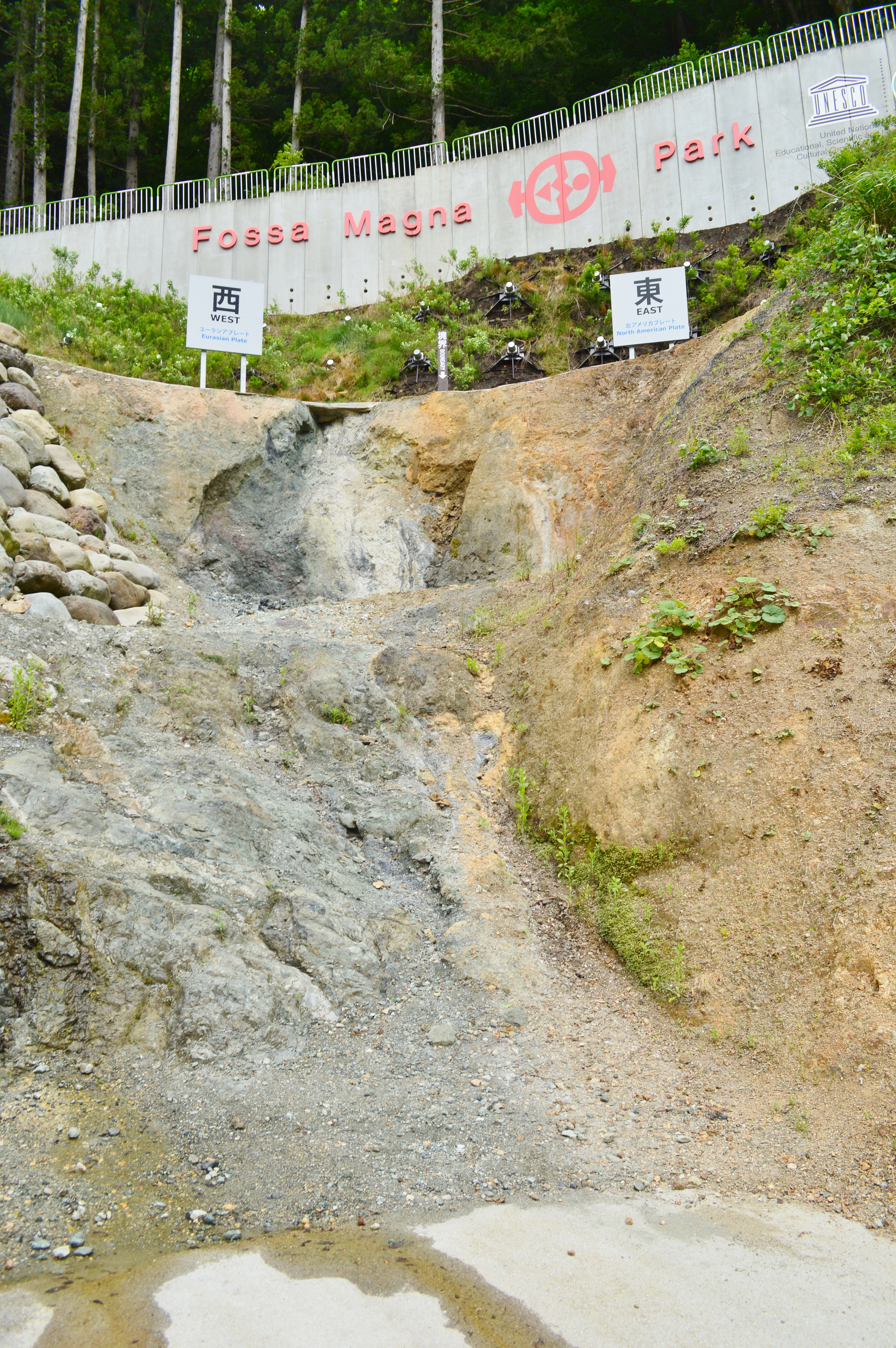
フォッサマグナパーク（2020年5月）

フォッサマグナパーク（fossa magna park）は、新潟県糸魚川市根小屋に位置する公園である。この地を通る断層（糸魚川静岡構造線）を人工的に露出させて断層の状態を見学可能にしたもので、断層破砕帯を境として、東日本側の岩石（約1600万年前）と西日本側（最新知見によれば約2億７千万年前）の岩石が接している。フォッサマグナパークは1990年の開園後、断層の状態をよりわかりやすくするための工事を経て2018年8月2日にリニューアルオープンした。
無人施設であり、フォッサマグナミュージアムとは別の施設である。

## フォッサマグナパークと糸魚川静岡構造線
フォッサマグナパークは根知谷と姫川谷が出会う近く、根知川（姫川の支流）右岸に位置する。この公園内には、東日本と西日本を区切る断層（糸魚川静岡構造線）が存在する。糸魚川静岡構造線を人工的に露出させて状態をわかりやすくし、見学可能としたものである。
フォッサマグナは、ラテン語で「大きな溝」を意味する言葉である。この「溝」は肉眼で見えるような地形によるものではなく、地層や岩石を調査して判明する地質に由来するものである。フォッサマグナは日本列島が形成される際（1億年から3億年前）にできた古い岩石による大きな溝で、深さが地下6000メートル以上に及ぶことがわかっている。「溝」の中には、約2000万年前以降に形成された新しい地層が堆積している。
糸魚川市はフォッサマグナの西縁に位置する自治体で、糸魚川静岡構造線が通っている。糸魚川静岡構造線は日本列島の東と西を分ける境界をなす大断層であり、地質学上だけではなく言葉や食習慣なども糸魚川を境として東西に分かれている。
1980年代になって、糸魚川市ではフォッサマグナを地域資源として活用する構想が動き始めた。1987年、当時の糸魚川市長である木島長右エ門のもとで『フォッサマグナと地域開発構想』がまとめられた。この構想は、フォッサマグナやヒスイなどを糸魚川市特有の地域資源として、地域振興はもとより教育に活用することを目指すものであった。
この構想によって、まず1990年にフォッサマグナパークが造られた。ついで竹下登内閣が掲げた「ふるさと創生事業」による自治省の「地域づくり推進事業」と新潟県による「広域観光づくり事業」によって、1994年にフォッサマグナミュージアムが建設された。
フォッサマグナパークは野外学習や憩いの場として、子供たちはもとより多くの人々に親しまれるようになった。しかし、1995年7月11日から12日にかけての梅雨前線の影響による豪雨（7.11水害）によって、姫川流域は甚大な被害を受けた。根知川も氾濫してフォッサマグナパークも被害に遭ったが、その後の工事によって復旧した。
フォッサマグナパークは断層の状態をより分かりやすくするため露頭の改修工事を行い、2017年10月中旬から園内の遊歩道を一時通行止めにした。翌年8月1日に開園式を行い、8月2日に再オープンしている。

## パーク内の野外展示
フォッサマグナパークは、糸魚川ジオパークを構成する24のジオサイトの1つ、「糸魚川-静岡構造線・塩の道（北部）」に含まれている。公園内には根知川の流れと並行するように、遊歩道（見学所要時間約20分）が整備されている。この遊歩道を散策しながら、断層露頭や枕状溶岩などが見学できる。
- 断層露頭（Exposed Portion of the Fault Line）

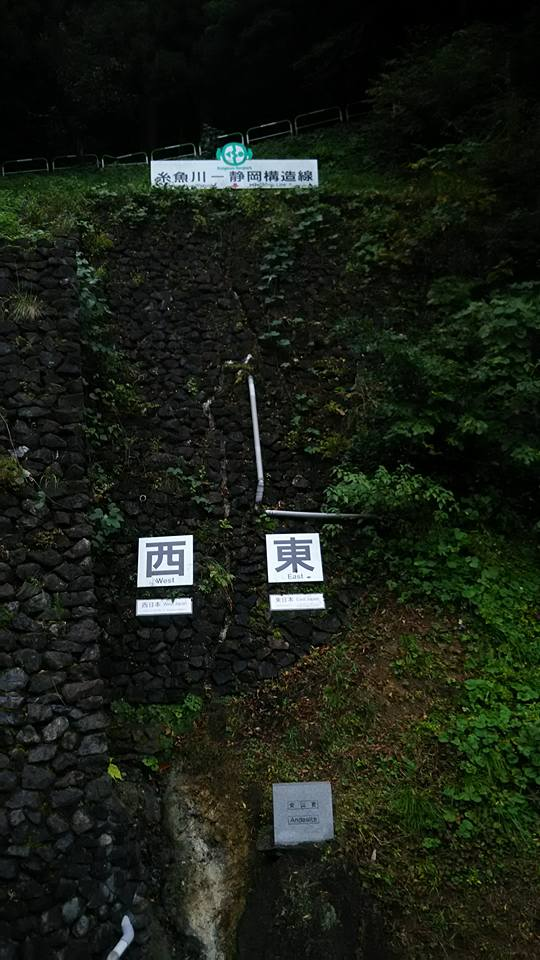
リニューアル工事前の断層露頭（2017年10月15日）

前項で述べたとおり、糸魚川静岡構造線を人工的に露出させて見学可能にしたものである。糸魚川静岡構造線は総延長約250キロメートルとされるが、直接観察可能な露頭は少なく、しかも両側の岩石の年代差が同構造線の露頭中で最大のものである。
東日本側（北アメリカプレート）の岩石（約1600万年前）と西日本側（ユーラシアプレート）の岩石（最新知見によれば約2億7千万年前）が約2メートルの断層破砕帯（白色から褐色を呈する）を挟んで接している
。東日本側（暗褐色）の岩石は安山岩主体で、西日本側（暗緑色）は変斑レイ岩主体である。
この断層破砕帯（すなわち糸魚川静岡構造線そのもの）を構成するのは、両側の岩石から生成された細かい破片および粘土である。顕微鏡での所見によればこれらの破片には両側に薄い粘土層が尻尾状に付着していて、2方向から強い力の作用で引き延ばされ、岩石が何回もこすれ合って細片となったことがわかる。断層露頭は、1996年8月27日に糸魚川市の天然記念物となった（指定名称は「根知の糸魚川－静岡構造線露頭」）。
- 枕状溶岩（Pillow Lava）

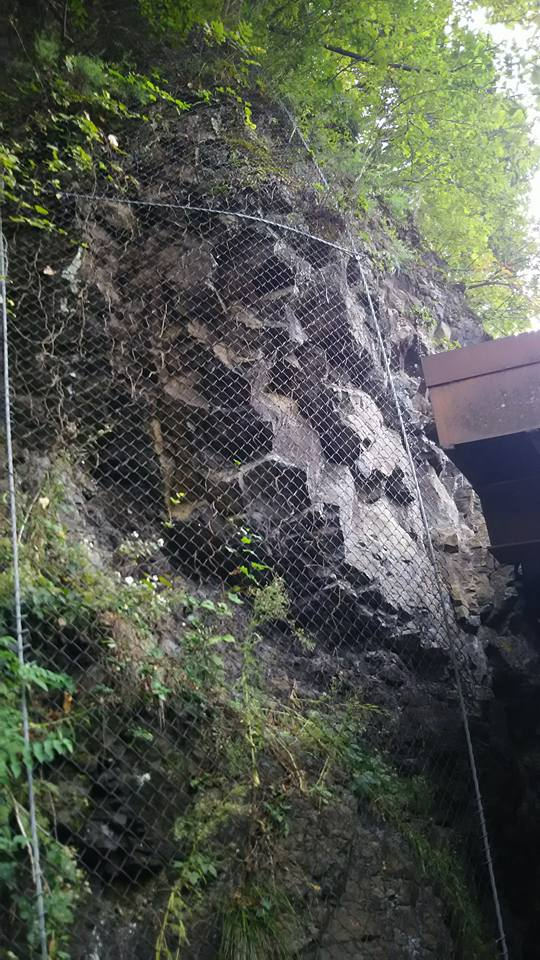
車石（2017年10月15日）

海底火山の噴火によって約1400万年前に形成された。一見すると枕が積み重なったような模様がある溶岩（玄武岩）で、上に重なる地層から海棲の二枚貝の化石が見つかっているため、生成当時は海底にあったことがわかる。海底火山の溶岩が水中で流れ出して海水で冷却された状態を示し、ピローローブ（Pillow lobe）と呼ばれる1本のチューブ状溶岩が何本も重なって枕状溶岩となる。古いピローローブの殻を突き破って中の溶岩が流れ出し、新たなピローローブを形成することを繰り返して形成されたものである。
遊歩道沿いには「車石」と呼ばれる枕状溶岩が存在する。直径12メートルに及ぶこの溶岩は、日本で最大級とされる。溶岩の割れ目部分が車輪に似ているためこの名称で呼ばれるが、落石の危険性があるため一部分のみの公開である。この車石も、断層露頭と同じく糸魚川市の天然記念物である（1996年8月27日指定、指定名称は「根知の枕状溶岩」）。
- メノウ（agate）

溶岩中には、多くの空洞ができていて、その中に白色で丸い形状のメノウが観察できる。これは溶岩中に含まれていたガスが抜けて空洞になり、その後地下からメノウの成分が含まれた熱水が入り込んで固まったものである。
さらに詳しく観察すると、メノウ以外に水晶の小片が見つかることもある。これはもともと、メノウと水晶がどちらも同じ石英からできていることによるものである。このメノウや水晶ができた時期は、枕状溶岩と同じく約1400万年前である。

## 交通アクセス
所在地
- 新潟県糸魚川市大字根小屋2484-1[6]（冬季見学不可）[6][37]

交通
- JR西日本根知駅下車、徒歩約10分[37]、または北陸自動車道糸魚川インターチェンジから車で約20分。